# Vulture Street
Vulture Street è il quinto album in studio del gruppo musicale australiano Powderfinger, pubblicato nel 2003.

## Tracce
1. Rockin' Rocks – 3:04
2. (Baby I've Got You) On My Mind – 3:20
3. Since You've Been Gone – 4:12
4. Love Your Way – 4:31
5. Sunsets – 3:49
6. Don't Panic – 3:09
7. Stumblin' – 3:46
8. Roll Right by You – 4:15
9. How Far Have We Really Come? – 4:00
10. Pockets – 5:46
11. A Song Called Everything – 4:23

## Formazione
- Bernard Fanning – chitarra, voce
- Darren Middleton – chitarra, cori, tastiera
- John Collins – basso
- Ian Haug – chitarra, cori
- Jon Coghill – batteria, percussioni
- Tony Reyes – tastiera, chitarra, cori
- Shauna Jensen – cori
- Maggie McKinney – cori
- Lachlan Doley – organo Hammond, piano